# Kościół ewangelicko-augsburski w Radomiu
Kościół ewangelicko-augsburski w Radomiu – luterański kościół parafialny w Radomiu. Należy do diecezji warszawskiej. Mieści się przy ulicy Mikołaja Reja, w dzielnicy Miasto Kazimierzowskie. Obiekt jest częścią szlaku turystycznego Zabytki Radomia.
Dawniej była to świątynia katolicka pod wezwaniem Wniebowzięcia Najświętszej Maryi Panny z lat 1784–1785, zbudowana na miejscu drewnianej z 2 połowy XIV wieku (była to filia benedyktynów z Sieciechowa dla obsługi i zarządu majątkami klasztornymi w okolicy Radomia). W 1802 zamieniona na magazyn, w 1818 roku na teatr. Od 1830 własność gminy ewangelicko-augsburskiej (luterańskiej). W 1893 roku gruntownie przebudowana. Wejście w miejscu dawnego prezbiterium. Stoi na pozostałościach baszty murów miejskich.
Świątynia użyczana jest lokalnej wspólnocie Kościoła Starokatolickiego Mariawitów, która odprawia w niej swoje nabożeństwa.  